# Otto Grün
Pour les articles homonymes, voir Grün.
Otto Grün (1888-1974) est un mathématicien allemand, qui travaille dans les domaines de la théorie des nombres et de la théorie des groupes. Il est autodidacte et a publié son premier travail à l'âge de 46 ans, il a apporté d'importantes contributions à la théorie des groupes finis.

## Biographie
(octobre 2017).
Grün a fréquenté le Friedrich-Werdersche-Gymnasium à Berlin où il obtient son baccalauréat en 1908 et ensuite dans l'apprentissage bancaire. Plus tard, il a travaillé en tant que marchand. Il s'intéresse aux  mathématiques, en amateur autodidacte, mais publie (de 1934 à 1964) 26 travaux scientifiques. À partir de 1932, il entre en correspondance avec Helmut Hasse. Dans la première lettre, il essaye de prouver la conjecture de Vandiver, en théorie de l'extension cyclotomique (Kreisteilungskörper) (dans le contexte de la conjecture de Thī). Hasse trouve une erreur (la conjecture reste aujourd'hui encore à prouver), mais encourage Grün à poursuivre ses recherches. Elles débouchent en 1934, à sa première publication dans Journal de Crelle sur le deuxième Cas de la Conjecture de Fermat, sur laquelle Hasse, qui sollicite même en tant que spécialiste de ces questions aux États-Unis le mathématicien Harry Vandiver (dont Grün ne connaissait pas les Travaux).
Par les questions de Théorie des corps de classes, Grün est venu à la théorie des groupes finis, et en 1935, il a prouvé deux résultats classiques, nommés d'après lui. En 1935, Grün participe à un Colloque sur la théorie des groupes à Göttingen, auquel Hasse participe, ainsi qu'à la conférence sur la théorie des groupes de 1939 des mathématiciens de Göttingen avec Philip Hall, où il expose ses résultats sur le problème de Burnside restreint. Il s'intéresse encore au problème de Burnside durant la décennie suivante, mais n'obtient que des résultats partiels. Grün avait, à cette époque, complètement quitté la théorie des groupes et était resté en contact avec Hans Zassenhaus, qui a intégré les lemmes de Grün dans son livre sur la théorie des groupes, ainsi qu'avec Helmut Wielandt et Wilhelm Magnus.
En 1938, il est chef actuaire à l'Institut de Géophysique de Potsdam, et durant la Seconde Guerre mondiale, il a travaillé à Berlin pour la Marine. Après la Guerre, il a reçu, à l'initiative de l'ancien assistant de Hasse, Hermann Ludwig Schmid (de), un emploi à l'Académie des sciences de la RDA. Sur son initiative, Grün obtient en 1948 à Berlin un doctorat. En 1953, il a suivi Schmid à l'Université de Wurtzbourg, où il occupe de 1954 à 1963, un poste de Professeur en théorie des groupes. Il prend part régulièrement aux réunions sur la théorie des groupes à l'Institut de recherches mathématiques d'Oberwolfach. En 1971, il retourne à Berlin-Ouest.